# Goodyear (Arizona)
Goodyear (o'odham Valin Thak) és una població dels Estats Units a l'estat d'Arizona. Segons el cens del 2007 tenia 52.864 habitants.

## Demografia
Segons el cens del 2000, Goodyear tenia 18.911 habitants, 6.179 habitatges, i 4.986 famílies La densitat de població era de 62,7 habitants/km².
Dels 6.179 habitatges en un 32,7% hi vivien nens de menys de 18 anys, en un 71,1% hi vivien parelles casades, en un 6,4% dones solteres, i en un 19,3% no eren unitats familiars. En el 14,1% dels habitatges hi vivien persones soles el 3,7% de les quals corresponia a persones de 65 anys o més que vivien soles. El nombre mitjà de persones vivint en cada habitatge era de 2,68 i el nombre mitjà de persones que vivien en cada família era de 2,94.
Per edats la població es repartia de la següent manera: un 22,2% tenia menys de 18 anys, un 8,7% entre 18 i 24, un 34,1% entre 25 i 44, un 25,1% de 45 a 60 i un 9,9% 65 anys o més.
L'edat mediana era de 36 anys. Per cada 100 dones de 18 o més anys hi havia 102,5 homes.
La renda mediana per habitatge era de 57.492 $ i la renda mediana per família de 60.707 $. Els homes tenien una renda mediana de 40.702 $ mentre que les dones 28.410 $. La renda per capita de la població era de 22.506 $. Aproximadament el 3,6% de les famílies i el 6,1% de la població estaven per davall del llindar de pobresa.

## Poblacions més a prop
El següent diagrama mostra les poblacions més a prop.